# تقسیم امپراتوری عثمانی
تقسیم امپراتوری عثمانی، رخدادی سیاسی بود که پس از جنگ جهانی اول و تصرف قسطنطنیه توسط نیروهای بریتانیایی، فرانسوی و ایتالیایی در نوامبر ۱۹۱۸ (آبان ۱۲۹۷ خورشیدی) رخ داد.
در جریان جنگ جهانی، درخواست امپراتوری عثمانی برای محافظت توسط روسیه، بریتانیا و فرانسه رد شد که منجر به اتحاد آلمان و عثمانی شد. در جریان تقسیم عثمانی به ویژه بریتانیا و فرانسه نقش مهمی در شکل‌دهی جهان عرب مدرن و جمهوری ترکیه داشتند.
حکم قیمومت جامعه ملل باعث ایجاد قیمومت فرانسه بر سوریه و لبنان، قیمومت بریتانیا بر بین‌النهرین و قیمومت بریتانیا بر فلسطین که بعدها به قیمومت فلسطین و امارت فرااردن تقسیم شد. تصرفات امپراتوری عثمانی در شبه جزیره عربستان به پادشاهی متوکلی یمن و پادشاهی حجاز تبدیل شد. سلطنت نجد بعدتر پادشاهی حجاز را به سرزمین‌های خود الحاق کرد. عربستان سعودی تصرفات امپراتوری عثمانی در غرب خلیج فارس را تحت تسلط خود درآورد. جز کویت، بحرین و قطر که حافظ منافع بریتانیا بودند و بعدها کشورهای عربی حاشیه خلیج فارس را تشکیل دادند.
پس از سقوط دولت عثمانی، آنان معاهده سور را در ۱۹۲۰ امضا کردند. هر چند جنگ استقلال ترکیه باعث شد قدرت‌های اروپایی قبل از تصویب معاهده، به پای میز مذاکرات برگردند. اروپایی‌ها و مجلس ملی کبیر ترکیه معاهده دیگری را با نام پیمان لوزان امضا و تصویب کردند که معاهده سور را معلق می‌کرد. یکی دیگر از مشکلات اختلاف ترکیه و عراق بر سر استان موصل بود که بعداً در ۱۹۲۶ در جامعه ملل به بحث گذاشته شد. بریتانیا و فرانسه شرق خاورمیانه یعنی سوریه کبری را طی توافق‌نامه سایکس–پیکو، بین خود تقسیم کردند. روسیه با آنکه یکی از طرفین پیروز بود پس از انقلاب روسیه از تقسیم‌بندی عثمانی منع شد. 
ترک سازی نشده بلکه ترک بودند.

## پیش زمینه
قدرت‌های غربی مدت‌ها بر این باور بودند که سرانجام در منطقه‌ای که توسط دولت مرکزی ضعیف امپراتوری عثمانی اداره می‌شد، به سلطه دست خواهند یافت.بریتانیا با توجه به موقعیت راهبردی این منطقه در مسیر هند مستعمراتی، نیاز به تأمین امنیت آن را احساس می‌کرد و خود را درگیر نبردی با روسیه برای کسب نفوذ امپریالیستی می‌دید؛ نبردی که با عنوان بازی بزرگ شناخته می‌شود. این قدرت‌ها بر سر اهداف متناقض خود پس از جنگ اختلاف داشتند و چندین توافق‌نامه دو یا سه‌جانبه میانشان امضا شد.

## قیمومت فرانسه
سوریه و لبنان به تحت‌الحمایگی فرانسه تبدیل شدند (که در واقع زیر پوشش قیمومت جامعهٔ ملل قرار داشت). کنترل فرانسه بلافاصله با مقاومت مسلحانه روبه‌رو شد و برای مقابله با ملی‌گرایی عربی، فرانسه منطقه قیمومت را به لبنان و چهار دولت فرعی تقسیم کرد.

### قیمومت سوریه
- فدراسیون سوریه: شامل دولت دمشق، دولت العلویین، و دولت حلب (شامل سنجق اسکندرون) بود، که قلمروهای پیشین پادشاهی عربی سوریه‌ی کوتاه‌مدت را تشکیل می‌دادند.

- دولت سوریه (۱۹۲۵–۱۹۳۰): جانشین دوره فدراسیون سوریه بود (به‌جز دولت العلویین).

- جمهوری اول سوریه: دولت سوریه (۱۹۲۵–۱۹۳۰) همراه با قلمروهای دولت جبل دروز و دولت العلویین در هم ادغام شدند (دولت ختای بعداً با ترکیه ادغام شد).

### قیومیت لبنان
لبنان بزرگ نام سرزمینی بود که توسط فرانسه ایجاد شد و پیش‌زمینه‌ای برای شکل‌گیری لبنان مدرن به‌شمار می‌رود. این قلمرو از ۱ سپتامبر ۱۹۲۰ تا ۲۳ مه ۱۹۲۶ وجود داشت. فرانسه این سرزمین را از خاک شام (که تحت قیمومت جامعه ملل بود) جدا کرد تا «پناهگاهی» برای جمعیت مسیحی مارونی فراهم آورد. مارونی‌ها در این دوره به خودمختاری دست یافتند و در سال ۱۹۴۳ جایگاه خود را در لبنان مستقل تثبیت کردند.
مداخلهٔ فرانسه به نفع مارونی‌ها با امتیازاتی آغاز شد که در قالب کاپیتولاسیون امپراتوری عثمانی، از قرن شانزدهم تا نوزدهم میلادی اعطا شده بودند. در سال ۱۸۶۶، زمانی که یوسف بی‌کرم رهبری یک قیام مارونی در کوهستان لبنان را بر عهده داشت، نیروی دریایی تحت رهبری فرانسه وارد عمل شد و به والی منطقه، داوود پاشا، در دربار سلطان تهدیدهایی وارد کرد و در نهایت کرم را از منطقه خارج کرده و به مکان امنی منتقل نمود.